# John van Westrenen
John van Westrenen (8 januari 1949) is een voormalig Nederlands honkballer.
John van Westrenen, een rechtshandige werper, kwam meer dan tien jaar lang uit voor Sparta uit Rotterdam in de hoofdklasse. In 1969 maakte hij deel uit van het Nederlands honkbalteam tijdens de Europese Kampioenschappen van dat jaar waarbij Nederland de Europese titel won en hij tot winnende werper werd uitgeroepen. Ook speelde hij dat jaar mee met het Nederlands team tijdens de Haarlemse Honkbalweek.